# Villa Porto (Molina)
Pour les articles homonymes, voir Villa Porto.
La villa Porto est une villa veneta d'Andrea Palladio sise à Molina, un hameau de la commune de Malo, dans la province de Vicence et la région Vénétie en Italie.

## Historique
Les dix extraordinaires fûts des colonnes en briques qui dominent la grande cour quattrocento de la famille Porto, à Molina, témoignent du début d'un grandiose projet que Palladio réalise pour Iseppo (Giuseppe) Porto : le nom du commanditaire est en effet gravé sur la plinthe de la splendide base, en pierre, des colonnes, à côté de la date 1572.
Riche représentant d'une des plus importantes familles vicentines, beau-frère d'Adrien et de Marcantonio Thiene (commanditaires du palais homonyme à Vicence), Iseppo Porto possédait déjà dans cette ville le grandiose palais Porto, réalisé par Palladio vingt ans auparavant.
Les documents d'archive permettent de comprendre que les énormes colonnes ne sont pas une partie d'une barchessa monumentale, comme celle construite pour les Pisani à Bagnolo di Lonigo, mais bien plutôt l'avant d'un véritable édifice résidentiel en campagne. L'énorme colonne corinthienne, citation directe de celle du pronaos du Panthéon de Rome, devait avoir une hauteur totale supérieure à treize mètres. Des arcades plus basses, en forme de quart de cercle, encore visibles au XIXe siècle, auraient relié la maison seigneuriale aux annexes agricoles, situées de part et d'autre.
Ce surprenant édifice rappelle deux autres projets palladiens, jamais réalisés mais illustrés par divers croquis de Palladio publiés dans les Quatre Livres de l'architecture : les villas Mocenigo à Mogliano Veneto et Thiene à Villafranca Padovana. En outre, il est intéressant de remarquer que, lors de la publication, dans son traité d'architecture, des plans du palais vicentin d'Iseppo Porto, Palladio enrichit le projet original par l'élaboration d'une cour reliant les deux compartiments d'habitation avec un ordre composite colossal, extrêmement proche de celui de cette villa.
À la mort d'Iseppo Porto, en 1580, le chantier est interrompu et il  ne sera jamais repris.

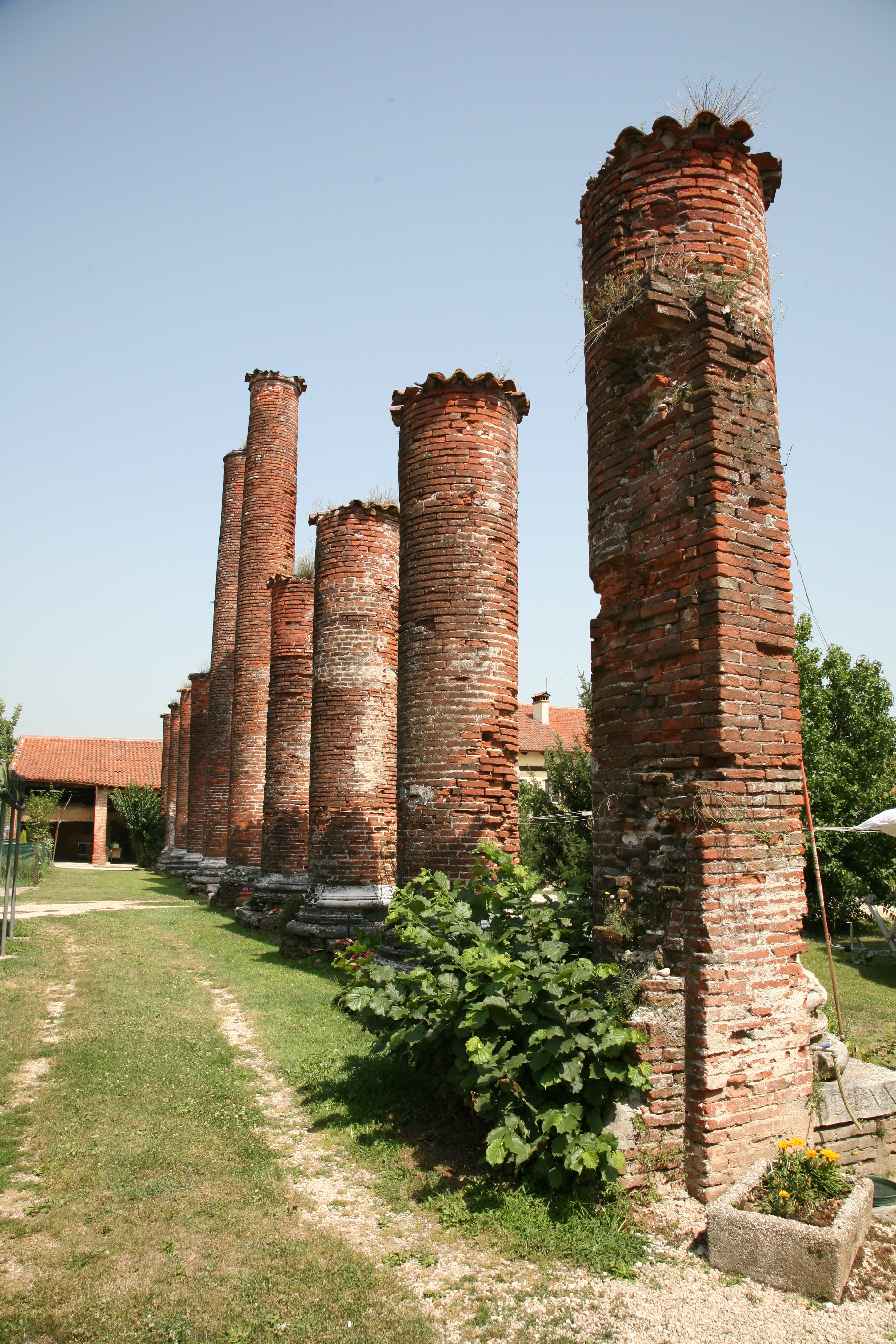
Les colonnes de la villa Porto.
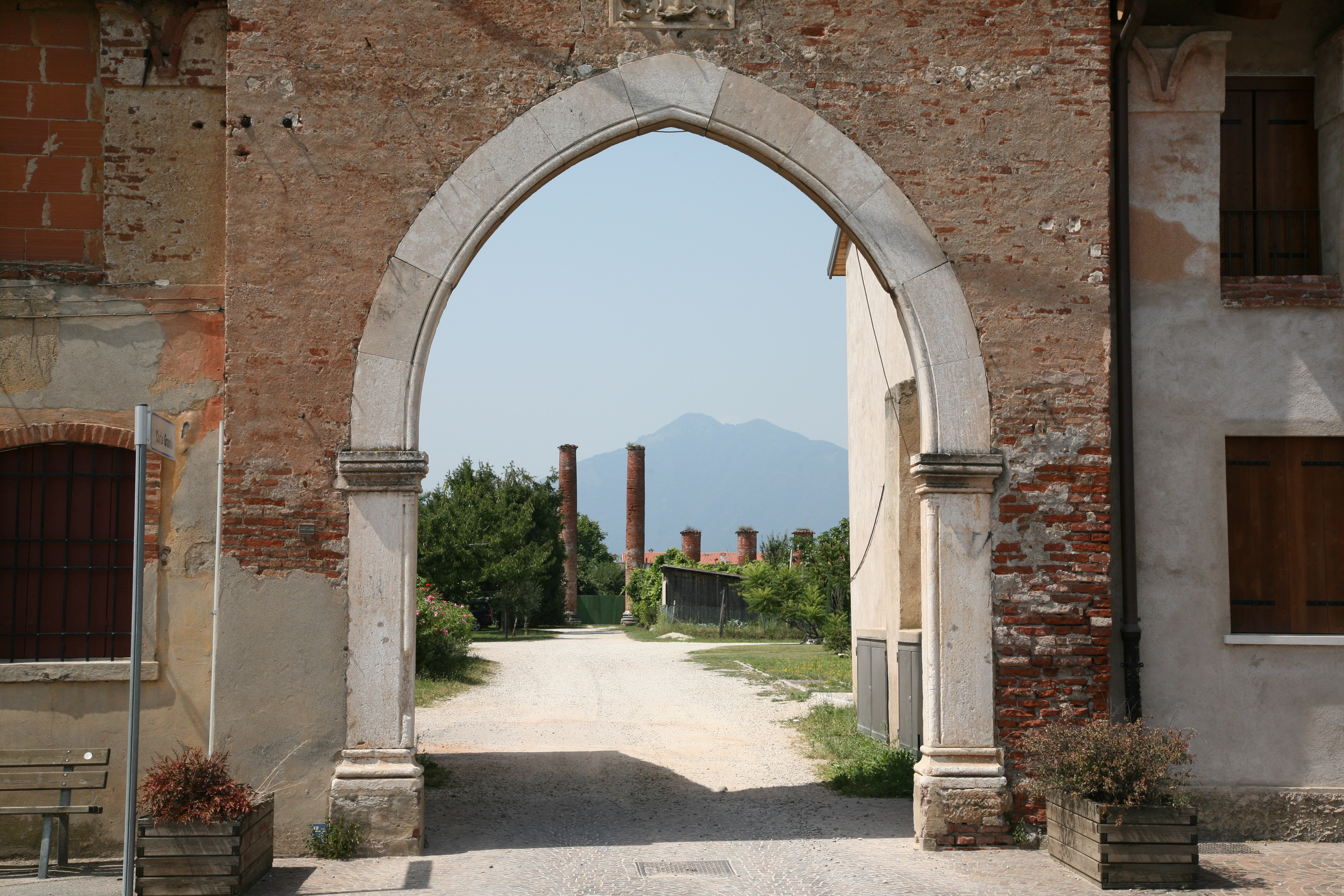
Portail d'entrée de la villa.
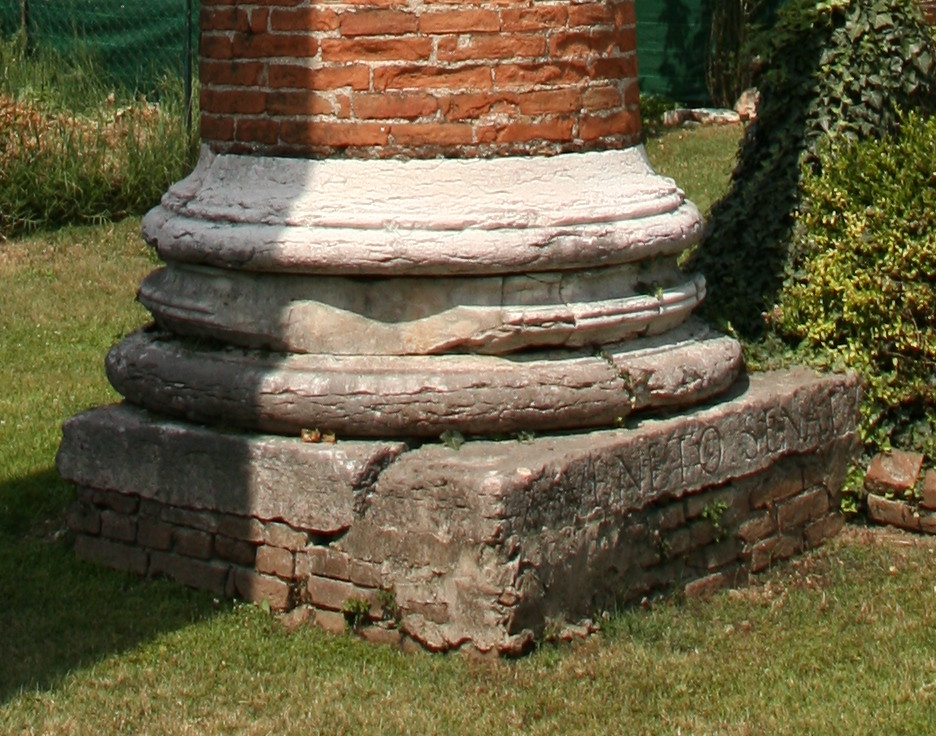
Détail de la base d'une grande colonne.

## Sources
- (it) Cet article est partiellement ou en totalité issu de l’article de Wikipédia en italien intitulé « Villa Porto (Molina) » (voir la liste des auteurs) dans sa version du 29 novembre 2008. Il est lui-même issu du texte relatif à la villa Porto - Molina di Malo - (1570), sur le site du CISA, , lequel a autorisé sa publication (cf  tkt #2008031210017761)